# Puchar Świata w Rugby 1991
Puchar Świata w rugby w roku 1991 był to drugi rozgrywany Puchar świata w rugby. Mecze rozegrano w Anglii (także w Irlandii, Szkocji, Walii i Francji), w dniach 3 października – 2 listopada 1991.

## Uczestnicy

### Zakwalifikowane drużyny
| Drużyna           | Strefa kwalifikacyjna | Liczba występów | Najlepszy wynik     | Ostatni występ |
| ----------------- | --------------------- | --------------- | ------------------- | -------------- |
| Anglia            | Europa                | 1               | Ćwierćfinał (1987)  | 1987           |
| Zimbabwe          | Afryka                | 1               | Faza grupowa (1987) | 1987           |
| Argentyna         | Ameryka               | 1               | Faza grupowa (1987) | 1987           |
| Kanada            | Ameryka               | 1               | Faza grupowa (1987) | 1987           |
| Stany Zjednoczone | Ameryka               | 1               | Faza grupowa (1987) | 1987           |
| Japonia           | Azja                  | 1               | Faza grupowa (1987) | 1987           |
| Francja           | Europa                | 1               | 2 miejsce (1987)    | 1987           |
| Irlandia          | Europa                | 1               | Ćwierćfinał (1987)  | 1987           |
| Rumunia           | Europa                | 1               | Faza grupowa (1987) | 1987           |
| Szkocja           | Europa                | 1               | Ćwierćfinał (1987)  | 1987           |
| Walia             | Europa                | 1               | 3 miejsce (1987)    | 1987           |
| Włochy            | Europa                | 1               | Faza grupowa (1987) | 1987           |
| Australia         | Oceania               | 1               | 4 miejsce (1987)    | 1987           |
| Fidżi             | Oceania               | 1               | Ćwierćfinał (1987)  | 1987           |
| Nowa Zelandia     | Oceania               | 1               | 1 miejsce (1987)    | 1987           |
| Samoa Zachodnie   | Oceania               | debiutant       | debiutant           | debiutant      |

## Stadiony
| Miasto             | Stadion                   | Pojemność |
| ------------------ | ------------------------- | --------- |
| Londyn             | Twickenham Stadium        | 75,000    |
| Edynburg           | Murrayfield Stadium       | 67,800    |
| Cardiff            | Cardiff Arms Park         | 53,000    |
| Paryż              | Parc des Princes          | 48,712    |
| Dublin             | Lansdowne Road            | 49,250    |
| Tuluza             | Stade Ernest-Wallon       | 19,000    |
| Villeneuve-d’Ascq  | Stadium Lille-Metropole   | 18,185    |
| Béziers            | Stade de la Méditerranée  | 18,000    |
| Leicester          | Welford Road Stadium      | 16,815    |
| Brive-la-Gaillarde | Parc Municipal des Sports | 16,000    |
| Grenoble           | Stade Lesdiguières        | 14,000    |
| Agen               | Stade Armandie            | 14,000    |
| Bajonna            | Stade Jean Dauger         | 13,500    |
| Gloucester         | Kingsholm Stadium         | 12,500    |
| Belfast            | Ravenhill                 | 12,300    |
| Llanelli           | Stradey Park              | 10,800    |
| Pontypool          | Pontypool Park            | 8,800     |
| Pontypridd         | Sardis Road               | 7,200     |
| Otley              | Cross Green               | 5,000     |

## Faza grupowa
16 drużyn uczestniczących w Pucharze Świata podzielonych zostało na 4 grupy liczące 4 drużyn. O awansie do 1/4 finału decydowała suma punktów zgromadzonych w 3 meczach rozgrywanych w grupie w systemie „każdy z każdym”. Awans do 1/4 finału uzyskiwały dwie najlepsze drużyny z każdej grupy.

### Grupa A
| Drużyna           | Wygrane | Remisy | Porażki | P. zdobyte | P. stracone | Punkty |
| ----------------- | ------- | ------ | ------- | ---------- | ----------- | ------ |
| Nowa Zelandia     | 3       | 0      | 0       | 95         | 39          | 9      |
| Anglia            | 2       | 0      | 1       | 85         | 33          | 7      |
| Włochy            | 1       | 0      | 2       | 57         | 76          | 5      |
| Stany Zjednoczone | 0       | 0      | 3       | 24         | 113         | 3      |

### Grupa B
| Drużyna  | Wygrane | Remisy | Porażki | P. zdobyte | P. stracone | Punkty |
| -------- | ------- | ------ | ------- | ---------- | ----------- | ------ |
| Szkocja  | 3       | 0      | 0       | 122        | 36          | 9      |
| Irlandia | 2       | 0      | 1       | 102        | 51          | 7      |
| Japonia  | 1       | 0      | 2       | 77         | 87          | 5      |
| Zimbabwe | 0       | 0      | 3       | 31         | 158         | 3      |

### Grupa C
| Drużyna         | Wygrane | Remisy | Porażki | P. zdobyte | P. stracone | Punkty |
| --------------- | ------- | ------ | ------- | ---------- | ----------- | ------ |
| Australia       | 3       | 0      | 0       | 79         | 25          | 9      |
| Samoa Zachodnie | 2       | 0      | 1       | 54         | 34          | 7      |
| Walia           | 1       | 0      | 2       | 32         | 61          | 5      |
| Argentyna       | 0       | 0      | 3       | 38         | 83          | 3      |

### Grupa D
| Drużyna | Wygrane | Remisy | Porażki | P. zdobyte | P. stracone | Punkty |
| ------- | ------- | ------ | ------- | ---------- | ----------- | ------ |
| Francja | 3       | 0      | 0       | 82         | 25          | 9      |
| Kanada  | 2       | 0      | 1       | 45         | 33          | 7      |
| Rumunia | 1       | 0      | 2       | 31         | 64          | 5      |
| Fidżi   | 0       | 0      | 3       | 27         | 63          | 3      |

## Faza Pucharowa
|  |                                                              |                 |                                          |                                                 |    |               |                                          |                                             |                                             |                                             |                   |       |       |
|  | Ćwierćfinały                                                 | Ćwierćfinały    | Ćwierćfinały                             |                                                 |    | Półfinały     | Półfinały                                | Półfinały                                   |                                             |                                             | Finał             | Finał | Finał |
|  | Ćwierćfinały                                                 | Ćwierćfinały    | Ćwierćfinały                             |                                                 |    | Półfinały     | Półfinały                                | Półfinały                                   |                                             |                                             | Finał             | Finał | Finał |
|  | 19 października - Murrayfield Stadium, Edynburg              |                 |                                          |                                                 |    |               |                                          |                                             |                                             |                                             |                   |       |       |
|  |                                                              |                 |                                          |                                                 |    |               |                                          |                                             |                                             |                                             |                   |       |       |
|  | Szkocja                                                      | Szkocja         | 28                                       |                                                 |    |               |                                          |                                             |                                             |                                             |                   |       |       |
|  | Szkocja                                                      | Szkocja         | 28                                       | 26 października - Murrayfield Stadium, Edynburg |    |               |                                          |                                             |                                             |                                             |                   |       |       |
|  | Samoa Zachodnie                                              | Samoa Zachodnie | 6                                        |                                                 |    |               |                                          |                                             |                                             |                                             |                   |       |       |
|  | Samoa Zachodnie                                              | Samoa Zachodnie | 6                                        |                                                 |    | Szkocja       | Szkocja                                  | 6                                           |                                             |                                             |                   |       |       |
|  | 19 października, Parc des Princes, Paryż                     |                 |                                          |                                                 |    | Szkocja       | Szkocja                                  | 6                                           |                                             |                                             |                   |       |       |
|  |                                                              |                 | Anglia                                   | Anglia                                          | 9  |               |                                          |                                             |                                             |                                             |                   |       |       |
|  | Francja                                                      | Francja         | Anglia                                   | Anglia                                          | 9  | 10            |                                          |                                             |                                             |                                             |                   |       |       |
|  | Francja                                                      | Francja         |                                          |                                                 |    | 10            | 2 listopada - Twickenham Stadium, Londyn |                                             |                                             |                                             |                   |       |       |
|  | Anglia                                                       | Anglia          | 19                                       |                                                 |    |               |                                          |                                             |                                             |                                             |                   |       |       |
|  | Anglia                                                       | Anglia          | 19                                       |                                                 |    | Anglia        | Anglia                                   | 6                                           |                                             |                                             |                   |       |       |
|  | 20 października - Stadium Lille-Metropole, Villeneuve-d’Ascq |                 |                                          |                                                 |    | Anglia        | Anglia                                   | 6                                           |                                             |                                             |                   |       |       |
|  |                                                              |                 | Australia                                | Australia                                       | 12 |               |                                          |                                             |                                             |                                             |                   |       |       |
|  | Nowa Zelandia                                                | Nowa Zelandia   | Australia                                | Australia                                       | 12 | 29            |                                          |                                             |                                             |                                             |                   |       |       |
|  | Nowa Zelandia                                                | Nowa Zelandia   | 27 października - Lansdowne Road, Dublin |                                                 |    | 29            |                                          |                                             |                                             |                                             |                   |       |       |
|  | Kanada                                                       | Kanada          | 13                                       |                                                 |    |               |                                          |                                             |                                             |                                             |                   |       |       |
|  | Kanada                                                       | Kanada          | 13                                       |                                                 |    | Nowa Zelandia | Nowa Zelandia                            | 6                                           | Mecz o 3. miejsce                           | Mecz o 3. miejsce                           | Mecz o 3. miejsce |       |       |
|  | 20 października, Lansdowne Road, Dublin                      |                 |                                          |                                                 |    | Nowa Zelandia | Nowa Zelandia                            | 6                                           | Mecz o 3. miejsce                           | Mecz o 3. miejsce                           | Mecz o 3. miejsce |       |       |
|  |                                                              |                 | Australia                                | Australia                                       | 16 |               |                                          | 30 października, Cardiff Arms Park, Cardiff | 30 października, Cardiff Arms Park, Cardiff | 30 października, Cardiff Arms Park, Cardiff |                   |       |       |
|  | Australia                                                    | Australia       | Australia                                | Australia                                       | 16 | 19            |                                          | 30 października, Cardiff Arms Park, Cardiff | 30 października, Cardiff Arms Park, Cardiff | 30 października, Cardiff Arms Park, Cardiff |                   |       |       |
|  | Australia                                                    | Australia       |                                          |                                                 |    |               |                                          | Szkocja                                     | Szkocja                                     | 6                                           |                   |       |       |
|  | Irlandia                                                     | Irlandia        | 18                                       |                                                 |    |               |                                          |                                             | Szkocja                                     | 6                                           |                   |       |       |
|  | Irlandia                                                     | Irlandia        | 18                                       |                                                 |    |               |                                          | Nowa Zelandia                               | Nowa Zelandia                               | 13                                          |                   |       |       |
|  |                                                              |                 |                                          |                                                 |    |               |                                          |                                             | Nowa Zelandia                               | 13                                          |                   |       |       |

### Ćwierćfinały
| 19 października 1991 | Francja | 10:19 | Anglia | Parc des Princes, Paryż Sędzia: David Bishop |
| 19 października 1991 |         | 10:19 |        | Parc des Princes, Paryż Sędzia: David Bishop |

| 19 października 1991 | Szkocja | 28:6 | Samoa Zachodnie | Murrayfield Stadium, Edynburg Sędzia: Derek Bevan |
| 19 października 1991 |         | 28:6 |                 | Murrayfield Stadium, Edynburg Sędzia: Derek Bevan |

| 20 października 1991 | Irlandia | 18:19 | Australia | Lansdowne Road, Dublin Sędzia: Jim Fleming |
| 20 października 1991 |          | 18:19 |           | Lansdowne Road, Dublin Sędzia: Jim Fleming |

| 20 października 1991 | Kanada | 13:29 | Nowa Zelandia | Lansdowne Road, Dublin Sędzia: Fred Howard |
| 20 października 1991 |        | 13:29 |               | Lansdowne Road, Dublin Sędzia: Fred Howard |

### Półfinały
| 26 października 1991 | Szkocja | 6:9 | Anglia | Murrayfield Stadium, Edynburg Sędzia: Kerry Fitzgerald |
| 26 października 1991 |         | 6:9 |        | Murrayfield Stadium, Edynburg Sędzia: Kerry Fitzgerald |

| 27 października 1991 | Australia | 16:6 | Nowa Zelandia | Lansdowne Road, Dublin Sędzia: Jim Fleming |
| 27 października 1991 |           | 16:6 |               | Lansdowne Road, Dublin Sędzia: Jim Fleming |

### Mecz o trzecie miejsce
| 30 października 1991 | Nowa Zelandia | 13:6 | Szkocja | Cardiff Arms Park, Cardiff Sędzia: Stephen Hilditch |
| 30 października 1991 |               | 13:6 |         | Cardiff Arms Park, Cardiff Sędzia: Stephen Hilditch |

### Finał
| 2 listopada 1991 | Anglia | 6:12 | Australia | Twickenham Stadium, Londyn Widzów: 75 000 Sędzia: Derek Bevan |
| 2 listopada 1991 |        | 6:12 |           | Twickenham Stadium, Londyn Widzów: 75 000 Sędzia: Derek Bevan |

|  |  |

MISTRZ ŚWIATA 1991

AUSTRALIA
 PIERWSZY TYTUŁ